# فرح الزاهد
فرح الزاهد (من مواليد 5 يونيو 1996 في القاهرة) هي ممثلة مصرية، و هي ابنة شيرين المنزلاوي زوجة طلعت زكريا واخت الفنانة هنا الزاهد.

## حياتها العملية
- ظهرت في طفولتها مع أختها هنا الزاهد في الأغنية الشهيرة بابا فين عام 2002.
- دخلت مجال التمثيل في دور بسيط في مسلسل زواج بالإكراه (مسلسل) عام 2015 ولكن الجمهور لم يميز أنها فتاة أخرى غير النجمة الشابة هنا الزاهد فهى تشبهها كثيرة

## أعمالها

### الأفلام
- 2022: بحبك
- 2023: شوجر دادي
- 2023: البطة الصفرا

### المسلسلات
- 2015: زواج بالإكراه
- 2016: بس مباشر
- 2021: زي القمر ج2
- 2021: حلوة الدنيا سكر (قصة المتخصصة:صابرين/قصة أماني وتهاني:تهاني)
- 2021: الطاووس (فرح)
- 2022: سوشيال (تقي)
- 2025: أهلا الخطايا

### البرامج
- رأى عام 2021
- هزر فزر 2020
- صاحبة السعادة 2019
- معكم منى الشاذلي (برنامج) 2018

## وصلات خارجية
- فرح الزاهد على موقع IMDb (الإنجليزية)
- فرح الزاهد على موقع الدهليز
- فرح الزاهد على موقع قاعدة بيانات الأفلام العربية